# Solpugema genucornis
Solpugema genucornis är en spindeldjursart som först beskrevs av Lawrence 1935.  Solpugema genucornis ingår i släktet Solpugema och familjen Solpugidae. Inga underarter finns listade i Catalogue of Life.